# 170. Infanterie-Division (Wehrmacht)
Die 170. Infanterie-Division (170. ID) war ein Großverband des Heeres der deutschen Wehrmacht im Zweiten Weltkrieg.

## Geschichte

### Aufstellung
Die Division wurde am 1. Dezember 1939 als eine Division der 7. Aufstellungswelle in Munster im Wehrkreis X aus Ersatz- und Ausbildungseinheiten des Wehrkreises aufgestellt. Im Januar 1940 erhielt sie außerdem die Feldersatzbataillone 28 (Wehrkreis VIII) und 30 zugeteilt.

### Unternehmen Weserübung
Nach vier Monaten Aufstellung und Ausbildung bei zum Teil extremen winterlichen Verhältnissen in Norddeutschland nahm die Division ab 9. April 1940 am Unternehmen Weserübung teil. Ihre Aufgabe bestand darin, die dänische Grenze bei Flensburg und bei Tondern zu überschreiten und zusammen mit der 11. Schützenbrigade (mot.) und verstärkt um die Heeres-Panzerabteilung 40 und das MG-Bataillon 4, die Halbinsel Jütland zu besetzen. Teile der Division wurden von Cuxhaven und Kiel aus von Einheiten der Kriegsmarine zur Besetzung der jütländischen Häfen und der Beltbrücke bei Middelfart überführt. Der Einsatz verlief, von einer kleinen Gefechtshandlung nördlich Flensburg abgesehen, unblutig und planvoll. Eine weitere Division der 7. Welle, die 198. Infanterie-Division, übernahm die Besetzung von Kopenhagen und der dänischen Inseln.

### Besatzungstruppe Dänemark
Die 170. ID war eine kurze Zeit als Besatzungstruppe in Dänemark eingesetzt.

### Westfeldzug
Vor Beginn der Offensive im Westen wurde der Verband dann per Bahntransport in den Raum Köln-Maastricht verlegt, von wo aus sie ab 31. Mai 1940 ihren Vormarsch durch Nordfrankreich antrat. In Tagesmärschen von bis zu 42 km erreichte die Division, der kämpfenden Front folgend, am 19. Juni 1940 Paris und zog dort unter.

### Besatzungstruppe Frankreich
Im Verband der 16., dann der 9. Armee versah die Division ihre Aufgaben als Besatzungstruppe, zuerst im Großraum Paris, dann in der Normandie bis Februar 1941. Sie verlegte anschließend in den Wehrkreis XI und betrieb dort weitere Ausbildung.

### Verlegung nach Rumänien
Ab 20. April 1941 verlegte die 170. ID nach Rumänien und wurde dort im Rahmen der sogenannten „Deutschen Lehrtruppe für Rumänien“ bis Juni 1941 zusammen mit anderen Divisionen im Verband der 11. Armee zum Schutz der rumänischen Grenzen und der Ölfelder von Ploiești eingesetzt.

### Unternehmen Barbarossa
Den Beginn des Unternehmens Barbarossa am 22. Juni 1941 erlebte die 170. ID im Verband der 11. Armee an den Ufern des Grenzflusses Pruth bei Huși. Ab 30. Juni erkämpfte die Division im Rahmen des LIV. Armeekorps den Flussübergang, brach in Bessarabien ein und besetzte nach mehrtägigen Kämpfen am 16. Juli Kischinew.

### Stalin-Linie
Der Dnister-Übergang wurde im Raum Dubossary vollzogen und damit der erfolgreiche Durchbruch durch die schwer befestigte „Stalin-Linie“ am 18. Juli 1941 erreicht.
Nach dem Einmarsch in die Südukraine wurde ab 23. August die Überquerung des Flusses Bug vollzogen. In fortlaufenden Kämpfen bei sommerlicher Hitze und täglichen erheblichen Marschleistungen erreichte die Division schließlich den Unterlauf des Dnepr und erzwang dort ab dem 6. September zusammen mit anderen Divisionen der 11. Armee bei Berislaw den Flussübergang. Der weitere Vormarsch führte in die Nogaische Steppe bis über deren einzige größere Stadt Melitopol und die zahlreichen dort noch vorhandenen Dörfer der Schwarzmeerdeutschen hinaus. Die „Schlacht am Asowschen Meer“, die im Zusammenwirken mit dem XXX. Armeekorps und der Panzergruppe 1 im Oktober 1941 geschlagen wurde, erbrachte einen weiteren großen Erfolg des Feldzuges in Südrussland.

### Krim 1941
Erneut verlegte die 170. ID, wenn auch im Verband der 11. Armee verbleibend, diesmal an die Zugänge zur Halbinsel Krim im Bereich Perekop. Ab 25. Oktober 1941 erkämpfte die Division dort im Zusammenwirken mit anderen Divisionen in sehr schweren Gefechten den Durchbruch durch die Landenge und den Zugang zur Krim und eroberte dann in rascher Folge den Nordteil der Krim und die Halbinsel Kertsch bis hin zur Hafenstadt Kertsch am 16. November 1941.

### Sewastopol
Im Landmarsch über Feodosia gelangte die Division dann an die Belagerungsfront vor Sewastopol, wo sie ab 21. Dezember den ersten Angriff der 11. Armee auf diese stärkste Festung der Welt miterlebte, dem jedoch der Erfolg versagt blieb, weil am Jahresende 1941 die Sowjets durch Seelandungen bei Kertsch und Feodosia eine Gegenoffensive starteten, die die Einstellung des Angriffs auf Sewastopol und die Rückverlegung der 170. ID auf die Halbinsel Kertsch erforderte.

### Offensive 1942
Von Januar bis Mai 1942 hielt die Division eine Sehnenstellung, die die Halbinsel Kertsch von der Krim abschnitt. Das Offensivunternehmen „Trappenjagd“ ab 8. Mai 1942 erbrachte der 11. Armee, auch durch den Einsatz der 170. ID, einen weiteren großen Sieg mit 170.000 Gefangenen und der vollständigen Rückeroberung der Halbinsel Kertsch.

### Sewastopol 1942
Danach kämpfte die Division im Juni 1942 im 2. Großangriff auf Sewastopol im Rahmen des XXX. Armeekorps, u. a. bei der Eroberung der Sapunhöhen, einem wichtigen Hügelkette am Stadtrand der Festung Sewastopol. Am 3. Juli 1942 war die Eroberung der Festung mit weiteren ca. 100.000 Gefangenen abgeschlossen.

### Verlegung zur Heeresgruppe Nord
Nach einer kurzen Erholungsphase verlegte die Division im Eisenbahntransport bis zum 12. August 1942 an die Front der Heeresgruppe Nord vor Leningrad. Im Verband der ebenfalls dorthin verlegten 11. Armee (die allerdings fünf Divisionen weniger umfasste als auf der Krim) sollte im Herbst 1942 in einem erneuten Versuch die Eroberung von Leningrad erfolgen. Durch starke sowjetische Gegenangriffe wurden jedoch die deutschen Kräfte vollständig gebunden, so dass das geplante Unternehmen Nordlicht nicht zur Ausführung kam.

### 1943/44

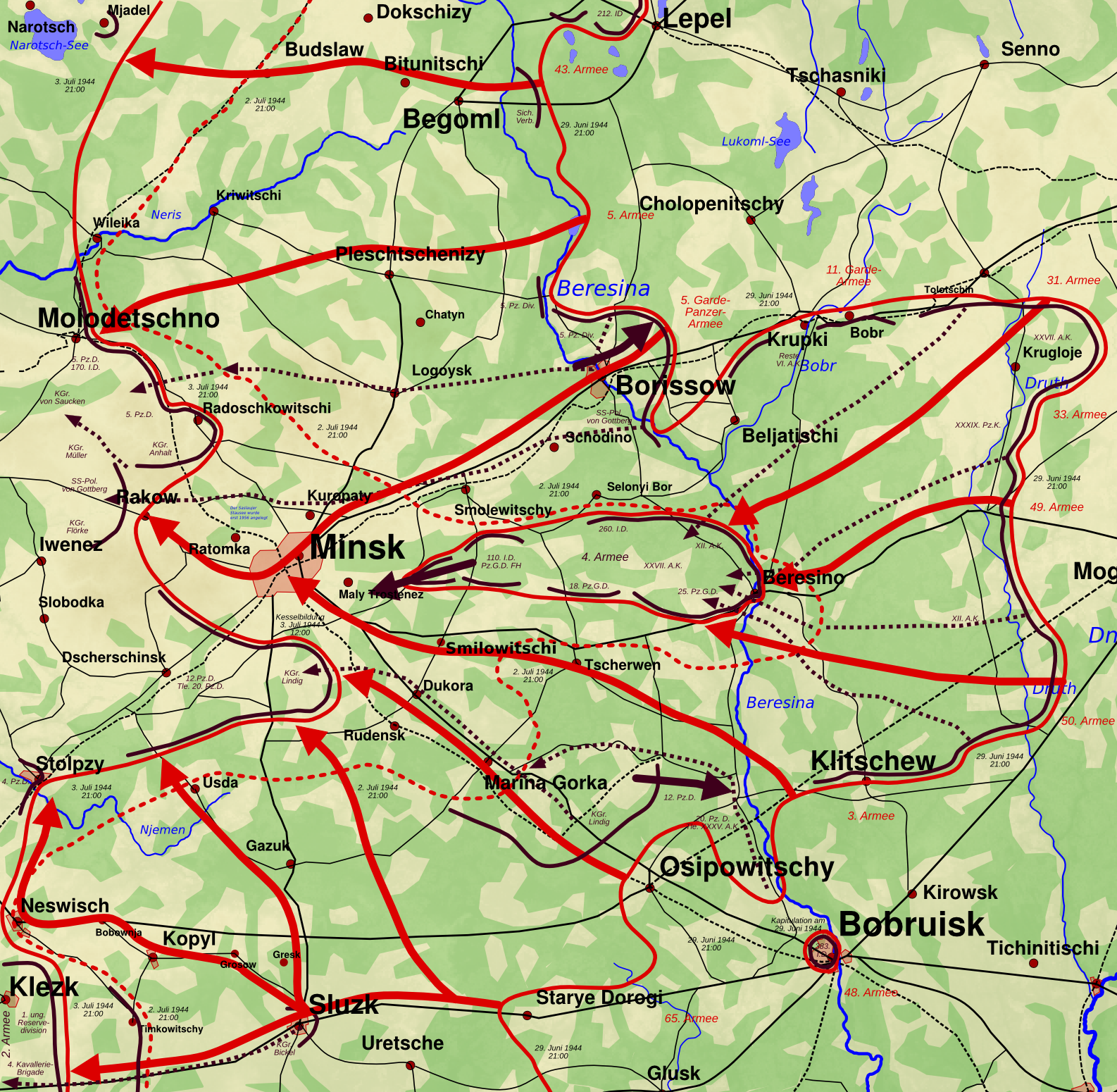
Verlauf der Kesselschlacht bei Minsk und Endphase der Kesselschlacht von Bobruisk vom 29. Juni 1944, 22:00 Uhr bis zum 3. Juli 1944, 22:00 Uhr, westlich von Minsk sind die Stellungen der 170. Infanterie-Division eingezeichnet.

Die Winterschlachten 1942/43 erlebte die 170. ID im Verband der 18. Armee an der Front vor Leningrad, wo sie zwischen der Newa und Schlüsselburg schwersten russischen Angriffen ausgesetzt war. Danach kämpfte die Division im Stellungskrieg in den Bereichen Puschkin und Oranienbaum bis zum Januar 1944.
Die sowjetische Großoffensive zur Befreiung Leningrads ab dem 15. Januar 1944 zwang auch die 170. ID zum Rückzug. Ab Februar kämpfte sie an der Ostgrenze Estlands am Fluss Narwa und hielt dort im Zusammenwirken mit Heeres- und Waffen-SS-Verbänden im Verband der Armeeabteilung Narwa den weiteren Vormarsch der Roten Armee monatelang auf.

### Verlegung nach Molodetschno
Am 28. Juni 1944, während im Zuge der sowjetischen Offensive Operation Bagration der Großteil der Heeresgruppe Mitte in Weißrussland zerschlagen wurde und der Roten Armee der Vorstoß bis an die Ostsee möglich wurde, verlegte die 170. Infanterie-Division im Bahntransport nach Molodetschno und wurde dort zusammen mit der 5. Panzer-Division der „Kampfgruppe von Saucken“ (später Neuaufstellung des XXXIX. Panzerkorps) unterstellt. Molodetschno konnte gegen die Übermacht der Roten Armee nicht verteidigt werden, ohne die Einkesselung und Zerschlagung der „Kampfgruppe von Saucken“ in Kauf zu nehmen. Der weitere kämpfend und geordnet durchgeführte Rückzug führte die 170. Infanteriedivision im Juli 1944 unter erheblichen Verlusten über Wilna und Lida an die ehemalige deutsche Grenze von Ostpreußen.

### Ostpreußen
Dort bezog die 170. Infanterie-Division bis August 1944 Verteidigungsstellungen westlich der Stadt Suwałki. Die folgenden Monate bis zum Beginn der sowjetischen Winteroffensive 1945 brachten vor allem im September und Oktober einerseits neue Kämpfe (→Ossowezer Operation), aber auch ein letztes Mal Zeit zur Auffrischung und zum Stellungsausbau.

### Königsberg
Während des sowjetischen Angriffs (Ostpreußische Operation) ab dem 14. Januar 1945 wurde die 170. Infanterie-Division im Verband des XXXXI. Panzerkorps (General Weidling) in neue, sehr verlustreiche Abwehrkämpfe verwickelt. Ab 21. Januar musste die Division ihre Stellungen aufgeben und sich in Richtung Königsberg zurückziehen, wo sie mit weiteren Einheiten der 4. Armee in einem Kessel eingeschlossen wurde. Die 170. Infanterie-Division hatte ab dem 26. Januar im Verband der 4. Armee unter General der Infanterie Hoßbach zusammen mit anderen Divisionen den Durchbruch der in Ostpreußen stehenden Einheiten nach Westpreußen erzwingen, um auf diese Weise wieder Anschluss an die deutsche Hauptfront zu erhalten. Diese Ausbruchsoperation schlug nach anfänglichen Erfolgen fehl.

### Kessel von Heiligenbeil
Deswegen geriet die Division in den Kessel von Heiligenbeil. Dort wurde sie zusammen mit weiteren Einheiten der 4. Armee, später der „Armee Ostpreußen“ bis April 1945 zerschlagen.

### Vernichtung in Ostpreußen
Die Mehrheit der überlebenden Soldaten geriet in sowjetische Kriegsgefangenschaft.

## Unterstellung und Einsatzräume
| Datum          | Armee     | Heeresgruppe | Einsatzraum    |
| Juni 1940      |           | z. Vfg. OKH  | Dänemark       |
| Juli 1940      | 16. Armee | HGr A        | Lille          |
| August 1940    | 9. Armee  | HGr A        | Nordfrankreich |
| Mai 1941       | 11. Armee | HGr Süd      | Rumänien       |
| November 1941  | 11. Armee | HGr Süd      | Krim           |
| Februar 1942   | 11. Armee | HGr Süd      | Sewastopol     |
| September 1942 | 18. Armee | HGr Nord     | Leningrad      |
| Juli 1944      | 4. Armee  | HGr Mitte    | Wilna          |
| Februar 1945   | 4. Armee  | HGr Nord     | Ostpreußen     |

## Gliederung
| ab 1939                                         | ab 1940                                                                 | ab 1944                                                              |
| ----------------------------------------------- | ----------------------------------------------------------------------- | -------------------------------------------------------------------- |
| Infanterie-Regiment 391 Infanterie-Regiment 399 | Infanterie-Regiment 391 Infanterie-Regiment 399 Infanterie-Regiment 401 | Grenadier-Regiment 391 Grenadier-Regiment 399 Grenadier-Regiment 401 |
|                                                 |                                                                         | Divisions-Füsilier-Bataillon 170                                     |
| leichte Artillerie-Abteilung 240                | Artillerie-Regiment 240                                                 | Artillerie-Regiment 240                                              |
|                                                 | Pionier-Bataillon 240                                                   |                                                                      |
|                                                 | Panzerabwehr-Abteilung 240                                              |                                                                      |
|                                                 | Infanterie-Divisions-Nachrichten-Abteilung 240                          |                                                                      |
|                                                 | Infanterie-Divisions-Nachschubführer 240                                |                                                                      |
|                                                 |                                                                         | Feldersatz-Bataillon 240                                             |

## Kommandeure
| Datum            | Dienstgrad      | Name                        |
| ---------------- | --------------- | --------------------------- |
| 1. Dezember 1939 | Generalleutnant | Walter Wittke               |
| 8. Januar 1942   | Generalleutnant | Erwin Sander                |
| 15. Februar 1943 | Generalleutnant | Walther Krause              |
| 15. Februar 1944 | Generalmajor    | Franz Griesbach             |
| 16. Februar 1944 | Oberst          | Siegfried Haß               |
| 18. Mai 1944     | Generalmajor    | Franz Eccard von Bentivegni |
| 10. Juli 1944    | Generalleutnant | Siegfried Haß               |

## Originalunterlagen
- Bundesarchiv-Militärarchiv RH 26-170: Stammtafeln, Kriegstagebücher, Tätigkeitsberichte, Karten
- Deutsch-Russisches Projekt zur Digitalisierung deutscher Dokumente in Archiven der Russischen Föderation:
  - Findbuch 12459 / Akte 1: Unterlagen der Ic-Abteilung der 170. Infanteriedivision: Studie von Oberleutnant Prof. Dr. Reu – Feindnachrichten und ihre Auswertung